# Tavola degli integrali indefiniti di funzioni razionali
Questa pagina contiene una tavola di integrali indefiniti di funzioni razionali. {\displaystyle C} denota una costante arbitraria di integrazione che ha senso specificare solo in relazione a una specificazione del valore dell'integrale in qualche punto.
Per altri integrali vedi Integrale § Tavole di integrali.
{\displaystyle \int (ax+b)^{n}\mathrm {d} x={\frac {(ax+b)^{n+1}}{a(n+1)}}+C\qquad {\text{(per }}n\neq -1{\text{)}}}
{\displaystyle \int x^{n-1}(ax^{n}+b)^{c}\;\mathrm {d} x={\frac {(ax^{n}+b)^{c+1}}{na(c+1)}}+C\qquad {\text{(per }}n\neq 0{\text{)}}}
{\displaystyle \int {\frac {\mathrm {d} x}{ax+b}}={\frac {1}{a}}\ln \left|ax+b\right|+C}
{\displaystyle \int {\frac {x\;\mathrm {d} x}{ax+b}}={\frac {x}{a}}-{\frac {b}{a^{2}}}\log \left|ax+b\right|+C}
{\displaystyle \int {\frac {x\;\mathrm {d} x}{(ax+b)^{2}}}={\frac {b}{a^{2}(ax+b)}}+{\frac {1}{a^{2}}}\log \left|ax+b\right|+C}
{\displaystyle \int {\frac {x\;\mathrm {d} x}{(ax+b)^{n}}}={\frac {a(1-n)x-b}{a^{2}(n-1)(n-2)(ax+b)^{n-1}}}+C\qquad {\text{(per }}n\not \in \{1,2\}{\text{)}}}
{\displaystyle \int {\frac {x^{2}\;\mathrm {d} x}{ax+b}}={\frac {1}{a^{3}}}\left[{\frac {(ax+b)^{2}}{2}}-2b(ax+b)+b^{2}\log \left|ax+b\right|\right]+C}
{\displaystyle \int {\frac {x^{2}\;\mathrm {d} x}{(ax+b)^{2}}}={\frac {1}{a^{3}}}\left(ax+b-2b\log \left|ax+b\right|-{\frac {b^{2}}{ax+b}}\right)+C}
{\displaystyle \int {\frac {x^{2}\;\mathrm {d} x}{(ax+b)^{3}}}={\frac {1}{a^{3}}}\left[\log \left|ax+b\right|+{\frac {2b}{ax+b}}-{\frac {b^{2}}{2(ax+b)^{2}}}\right]+C}
{\displaystyle \int {\frac {x^{2}\;\mathrm {d} x}{(ax+b)^{n}}}={\frac {1}{a^{3}}}\left[-{\frac {1}{(n-3)(ax+b)^{n-3}}}+{\frac {2b}{(n-2)(a+b)^{n-2}}}-{\frac {b^{2}}{(n-1)(ax+b)^{n-1}}}\right]+C\qquad {\text{(per }}n\not \in \{1,2,3\}{\text{)}}}
{\displaystyle \int {\frac {\mathrm {d} x}{x(ax+b)}}=-{\frac {1}{b}}\log \left|{\frac {ax+b}{x}}\right|+C}
{\displaystyle \int {\frac {\mathrm {d} x}{x^{2}(ax+b)}}=-{\frac {1}{bx}}+{\frac {a}{b^{2}}}\log \left|{\frac {ax+b}{x}}\right|+C}
{\displaystyle \int {\frac {\mathrm {d} x}{x^{2}(ax+b)^{2}}}=-a\left[{\frac {1}{b^{2}(ax+b)}}+{\frac {1}{ab^{2}x}}-{\frac {2}{b^{3}}}\log \left|{\frac {ax+b}{x}}\right|\right]+C}
{\displaystyle \int {\frac {\mathrm {d} x}{x^{2}+a^{2}}}={\frac {1}{a}}\arctan {\frac {x}{a}}+C}
{\displaystyle \int {\frac {\mathrm {d} x}{x^{2}-a^{2}}}=-{\frac {1}{a}}\,\mathrm {settanh} {\frac {x}{a}}={\frac {1}{2a}}\log {\frac {a-x}{a+x}}+C\qquad {\text{(per }}|x|<|a|{\text{)}}}
{\displaystyle \int {\frac {\mathrm {d} x}{x^{2}-a^{2}}}=-{\frac {1}{a}}\,\mathrm {settcoth} {\frac {x}{a}}={\frac {1}{2a}}\log {\frac {x-a}{x+a}}+C\qquad {\text{(per }}|x|>|a|{\text{)}}}
Nelle formule che seguono si intende che sia {\displaystyle a\neq 0}
{\displaystyle \int {\frac {\mathrm {d} x}{ax^{2}+bx+c}}={\frac {2}{\sqrt {4ac-b^{2}}}}\arctan {\frac {2ax+b}{\sqrt {4ac-b^{2}}}}+C\qquad {\text{(per }}4ac-b^{2}>0{\text{)}}}
{\displaystyle \int {\frac {\mathrm {d} x}{ax^{2}+bx+c}}=-{\frac {2}{2ax+b}}+C\qquad {\text{(per }}4ac-b^{2}=0{\text{)}}}
{\displaystyle \int {\frac {\mathrm {d} x}{ax^{2}+bx+c}}=-{\frac {2}{\sqrt {b^{2}-4ac}}}\,\mathrm {settanh} {\frac {2ax+b}{\sqrt {b^{2}-4ac}}}={\frac {1}{\sqrt {b^{2}-4ac}}}\log \left|{\frac {2ax+b-{\sqrt {b^{2}-4ac}}}{2ax+b+{\sqrt {b^{2}-4ac}}}}\right|+C\qquad {\mbox{(per }}4ac-b^{2}<0{\mbox{)}}}
{\displaystyle \int {\frac {x\;\mathrm {d} x}{ax^{2}+bx+c}}={\frac {1}{2a}}\ln \left|ax^{2}+bx+c\right|-{\frac {b}{2a}}\int {\frac {\mathrm {d} x}{ax^{2}+bx+c}}}
{\displaystyle \int {\frac {mx+n}{ax^{2}+bx+c}}\mathrm {d} x={\frac {m}{2a}}\ln \left|ax^{2}+bx+c\right|+{\frac {2an-bm}{a{\sqrt {4ac-b^{2}}}}}\arctan {\frac {2ax+b}{\sqrt {4ac-b^{2}}}}+C\qquad {\text{(per }}4ac-b^{2}>0{\text{)}}}
{\displaystyle \int {\frac {mx+n}{ax^{2}+bx+c}}\mathrm {d} x={\frac {m}{2a}}\ln \left|ax^{2}+bx+c\right|+{\frac {2an-bm}{a{\sqrt {b^{2}-4ac}}}}\,\mathrm {setttanh} {\frac {2ax+b}{\sqrt {b^{2}-4ac}}}+C\qquad {\text{(per }}4ac-b^{2}<0{\text{)}}}
{\displaystyle \int {\frac {\mathrm {d} x}{(ax^{2}+bx+c)^{n}}}={\frac {2ax+b}{(n-1)(4ac-b^{2})(ax^{2}+bx+c)^{n-1}}}+{\frac {(2n-3)2a}{(n-1)(4ac-b^{2})}}\int {\frac {\mathrm {d} x}{(ax^{2}+bx+c)^{n-1}}}}
{\displaystyle \int {\frac {x\;\mathrm {d} x}{(ax^{2}+bx+c)^{n}}}=-{\frac {bx+2c}{(n-1)(4ac-b^{2})(ax^{2}+bx+c)^{n-1}}}-{\frac {b(2n-3)}{(n-1)(4ac-b^{2})}}\int {\frac {\mathrm {d} x}{(ax^{2}+bx+c)^{n-1}}}}
{\displaystyle \int {\frac {\mathrm {d} x}{x(ax^{2}+bx+c)}}={\frac {1}{2c}}\log \left|{\frac {x^{2}}{ax^{2}+bx+c}}\right|-{\frac {b}{2c}}\int {\frac {\mathrm {d} x}{ax^{2}+bx+c}}}
{\displaystyle \int {\frac {\mathrm {d} x}{x^{4}+1}}={\frac {1}{2{\sqrt {2}}}}\left[\arctan({\sqrt {2}}x+1)+\arctan({\sqrt {2}}x-1)\right]+{\frac {1}{4{\sqrt {2}}}}\left[\log |x^{2}+{\sqrt {2}}x+1|-\log |x^{2}-{\sqrt {2}}x+1|\right]+C}
{\displaystyle \int {\frac {\mathrm {d} x}{x^{2^{n}}+1}}=\sum _{k=1}^{2^{n-1}}\left\{{\frac {1}{2^{n-1}}}\sin {\frac {(2k-1)\pi }{2^{n}}}\cdot \arctan \left[\left(x-\cos {\frac {(2k-1)\pi }{2^{n}}}\right)\csc {\frac {(2k-1)\pi }{2^{n}}}\right]-{\frac {1}{2^{n}}}\cos {\frac {(2k-1)\pi }{2^{n}}}\cdot \log \left|x^{2}-2x\cos {\frac {(2k-1)\pi }{2^{n}}}+1\right|\right\}+C}
{\displaystyle \int {\frac {\mathrm {d} x}{x^{n}+1}}={x}_{2}F_{1}\left({1,{\frac {1}{n}};1+{\frac {1}{n}}};-x^{n}\right)+C} 
dove {\displaystyle {}_{p}F_{q}\left({a_{1},\ldots ,a_{p};b_{1},\ldots ,b_{q}};z\right)} indica la serie ipergeometrica.
Di ogni funzione razionale si riesce a trovare l'integrale indefinito decomponendola in una somma  di funzioni della forma 
{\displaystyle {\frac {ex+f}{\left(ax^{2}+bx+c\right)^{n}}}}
e applicando ai diversi addendi qualcuna delle formule precedenti.